# Rampă comună

Schema sistemului "Common-rail" la un motor cu 4 cilindri

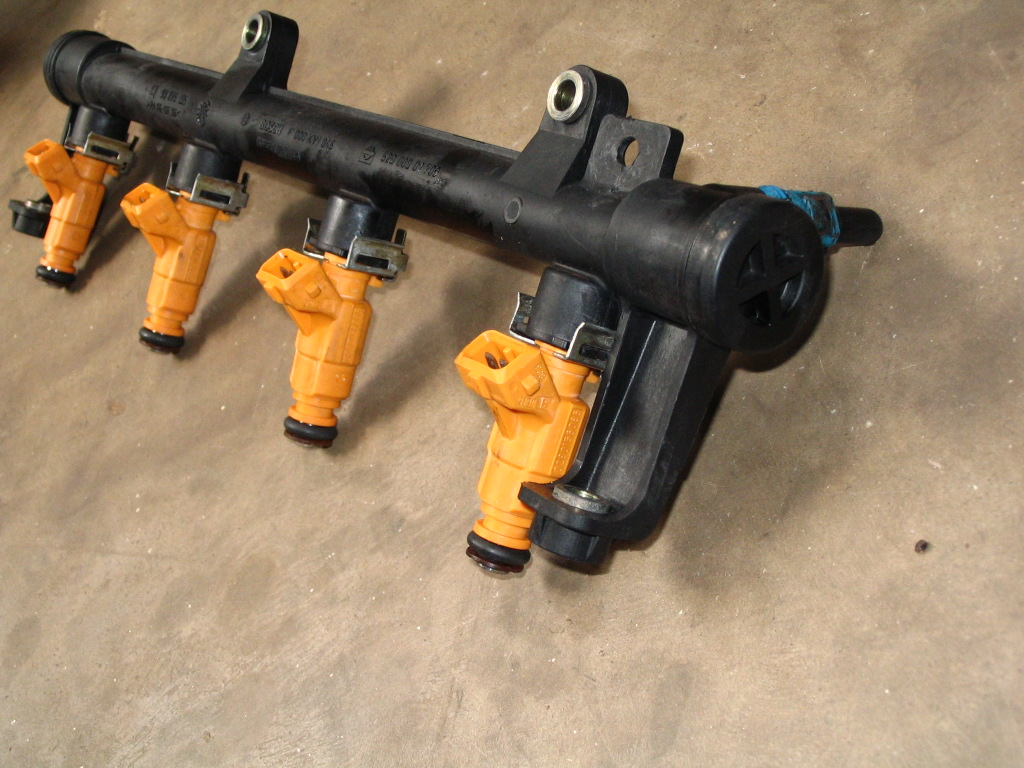
Accesorii sistemului rampă comună de motor MAS

Pompă de carburant diesel de înaltă presiune, cu 3 pistoane (2 vizibile), și pompă de joasă presiune (roți dințate)

Sistemul rampă comună (engleză Common rail) este un sistem de injecție directă, folosită la motoarele cu ardere internă, mai ales pentru motoarele cu aprindere prin comprimare. Cel mai important aspect al unui motor cu sistemul rampă comună este faptul că, distribuția combustibilului la injectoare se face dintr-o conductă comună, aflată la presiune mare, către fiecare injector în parte.

## Principiu
Ideea de bază a sistemului este ca realizarea presiunii de injecție să se producă independent de turația motorului, astfel încât chiar și la turații mici presiunea carburantului să fie maximă în rampă comună. Presiunea de combustibil în rampa comună este controlată cu ajutorul unui senzor de presiune al rampei și a unui ventil de decompresiune. Acest ventil este conectat la rezervorul de combustibil, deoarece combustibilul comprimat poate ajunge temperaturi de până la 140 °C și ar distruge pompa de înaltă presiune.
Firmele Bosch și Denso au construit pompe de alimentare care pot realiza presiuni de până la 2000 bar, prezentate la 17 septembrie 2007 la IAA (Internationale-Automobil-Ausstellung) din Frankfurt. La Firma Bosch se cercetează un nou sistem Common rail, la care presiunea în rampa comună să ajungă până la 2500 bar.
Această rampă comună alimentează injectoarele prin conducte speciale pentru presiuni ridicate, egale în lungime și diametru, ca să nu difere presiunea la injectoare. Injectoarele de mare precizie sau chiar piezo-electrice sunt comandate electronic de calculatorul de bord ECU (Electronic Control Unit), care poate injecta carburantul de până la șase ori pe ciclul de ardere în cilindru. Injectarea controlată se poate face după dorință, deci înaintea, în timpul, cât și după ardere, prin aceasta realizându-se un zgomot mai redus, o reducere de NOx, CO2 , CO, hidrocarburi nearse și o ardere mai bună a funinginii.

## Istorie
Sistemul de rampă comună a fost dezvoltat pentru motoarele diesel la ETH Zürich (Universitatea Tehnică din Zürich) între anii 1976 – 1992.
În Republica Democrată Germană, în anul 1985 s-a încercat sistemul de rampă comună, într-un motor de camion IFA (Industrieverband Fahrzeugbau) din Chemnitz, abandonat în anul 1987.
La sfârșitul anilor 1980 firmele Magneti Marelli și FIAT au dezvoltat, împreună cu firma Bosch, principiul rampei comune până în anul 1994.
Concernul PSA (Peugeot/Citroen) împreună cu Siemens au realizat primele injectoare piezo-electrice.
În domeniul camioanelori mari, firma MAN a introdus sistemul cu rampă comună al firmei Bosch în anul 2003, urmat de Cummins și Scania.
În domeniul motoarelor diesel mari cu sistem de rampă comună, pionieră este firma L’Orange, producătoare de astfel de sisteme pentru MTU „model 4000” începând din anul 1996.
Primul motor cue aprindere prin scânteie cu rampă comună a fost realizat de Mitsubishi la modelul „Carisma GDI” (1998), urmat de VW împreună cu Bosch; VW/Audi FSI respectiv TSFI.
Firme producătoare de sisteme cu rampă comună sunt: Bosch, L'Orange, Delphi, Denso, Magneti Marelli și Siemens VDO Automotive AG.

## Motoare echipate cu sisteme de injecție cu rampă comună

Motor, IFA 12,5 dm³, expus la muzeul industrial din Chemnitz
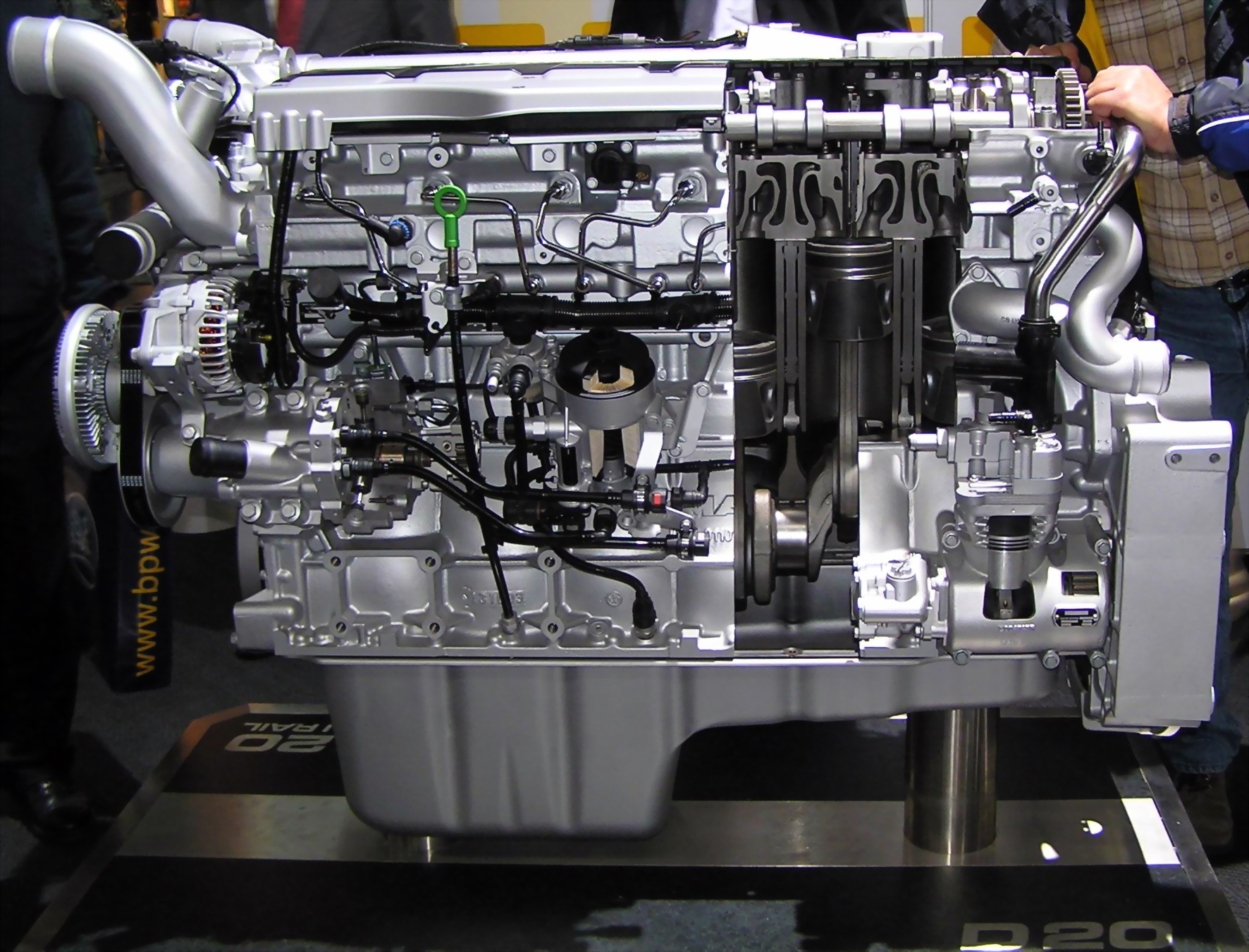
Motor, MAN D2066 1600 bar, 10,52 dm³, 440 CP
Motor, IVECO „Cursor 9”
Motor, DAF 12,58 dm³, 530 CP
Motor, Paccar MX
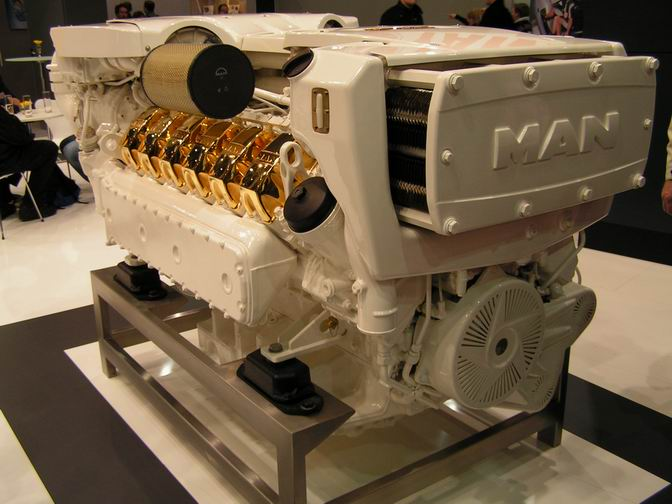
Motor MAN V12-1800, 1600 bar, 1800 CP, cuplu 6020 Nm / 1200 rpm.
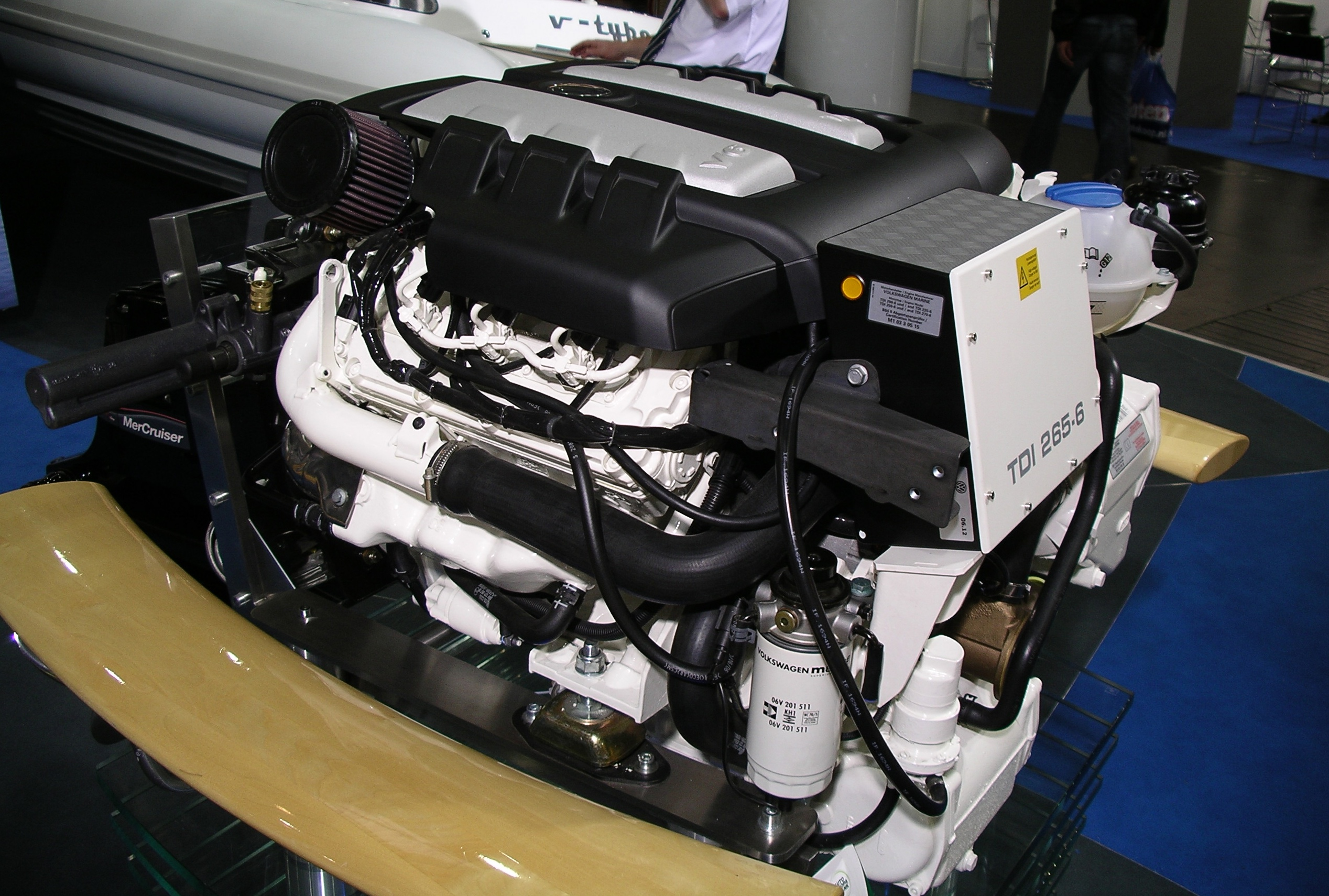
Motor cu rampă comună, VW-Marine, V6, 265 CP, 550 Nm / 2000 rpm
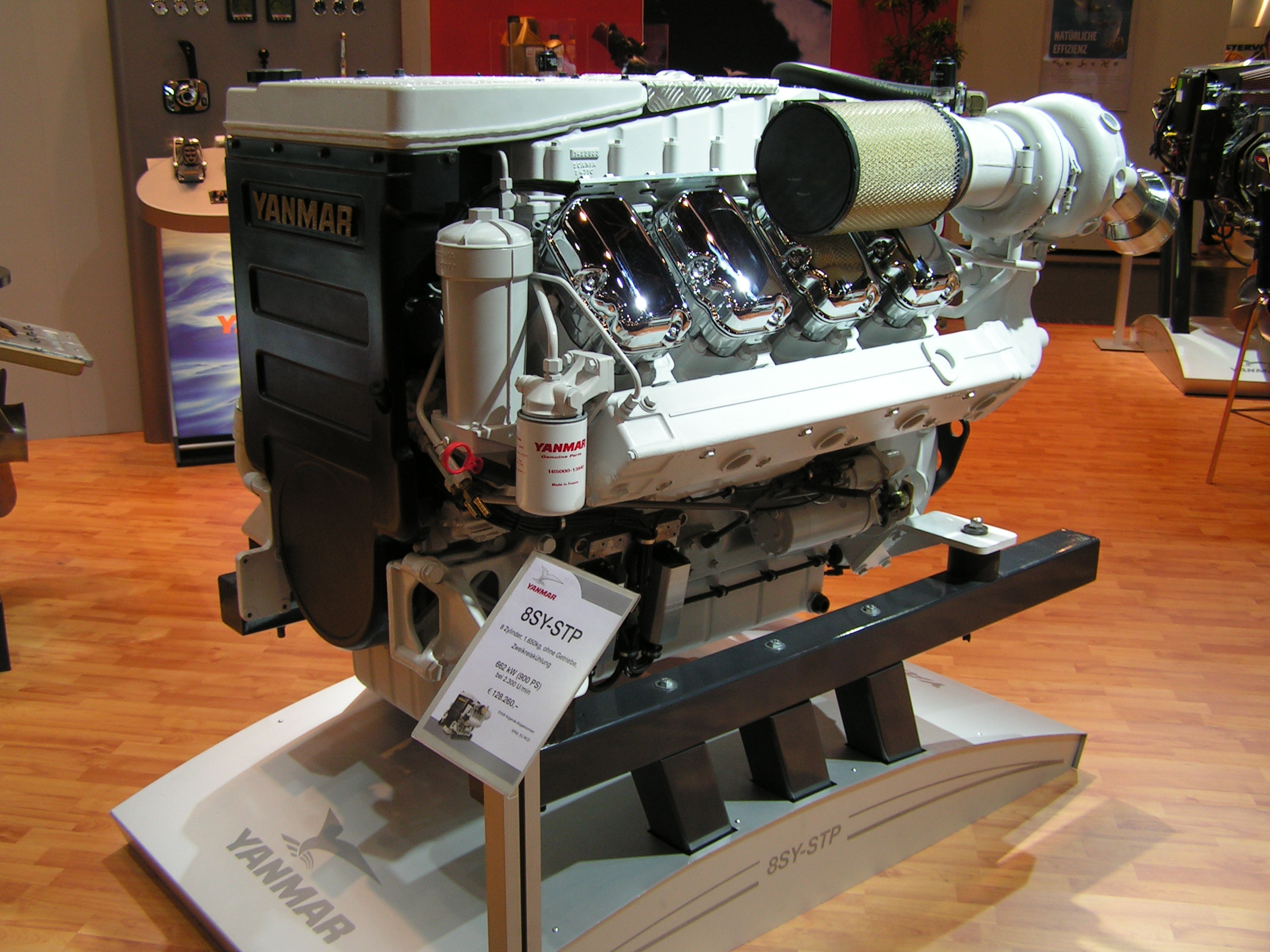
Motor cu rampă comună, YANNMAR-Marine, V8, 900 CP / 2300 rpm

Sistemul de injecție cu rampă comună este oferit de către mulți producători. Fiecare are propriul simbol, de obicei protejat, dar care de multe ori nu este utilizat în mod constant:
- CDI (Common Rail Direct Injection): Mercedes-Benz, Daimler
- CDTI (Common Rail Diesel Turbo Injection): Opel
- CRDi (Common Rail Direct Injection): Hyundai, Kia
- dCi (Diesel Common-Rail Injection): Renault, Nissan
- DDIS: Suzuki (Common-Rail)
- DI-D (Direct Injection Diesel): Mitsubishi (Common-Rail)
- D-4D (Direct Injection 4-stroke Diesel): Toyota (Common-Rail)
- HDi (High Pressure Direct Injection): Peugeot, Citroën (Common-Rail)
- i-CTDi (intelligent Common Rail Turbo Diesel Injection): Honda
- JTD rsp. JTDM (Jet Turbo Diesel Multijet): Alfa Romeo, Fiat, Lancia (Common-Rail)
- TDCi (Turbodiesel Common Rail Injection): Ford
- TDI (Turbodiesel Direct Injection): Volkswagen („PumpeDüse” sau Common-Rail)
- D (Diesel): BMW